# Mohammed Taha
Pour les articles homonymes, voir Taha.
Mohammed Taha (arabe: محمد طه ) né le 17 octobre 1937 et mort le 12 novembre 2014, est l'un des fondateurs du Hamas. Il est arrêté par l'Armée de défense d'Israël en 2003. Le 8 février 2013, après 14 mois de détention sans procès, Taha, est relâché à Gaza. Son fils, Ayman Taha, est un porte-parole et ancien combattant du Hamas dans la bande de Gaza.